# Anderstorpagölen
Anderstorpagölen är en sjö i Motala kommun i Östergötland och ingår i Motala ströms huvudavrinningsområde. Sjöns area är 0,039 kvadratkilometer och den är belägen 140 meter över havet.